# Казахи в Китае

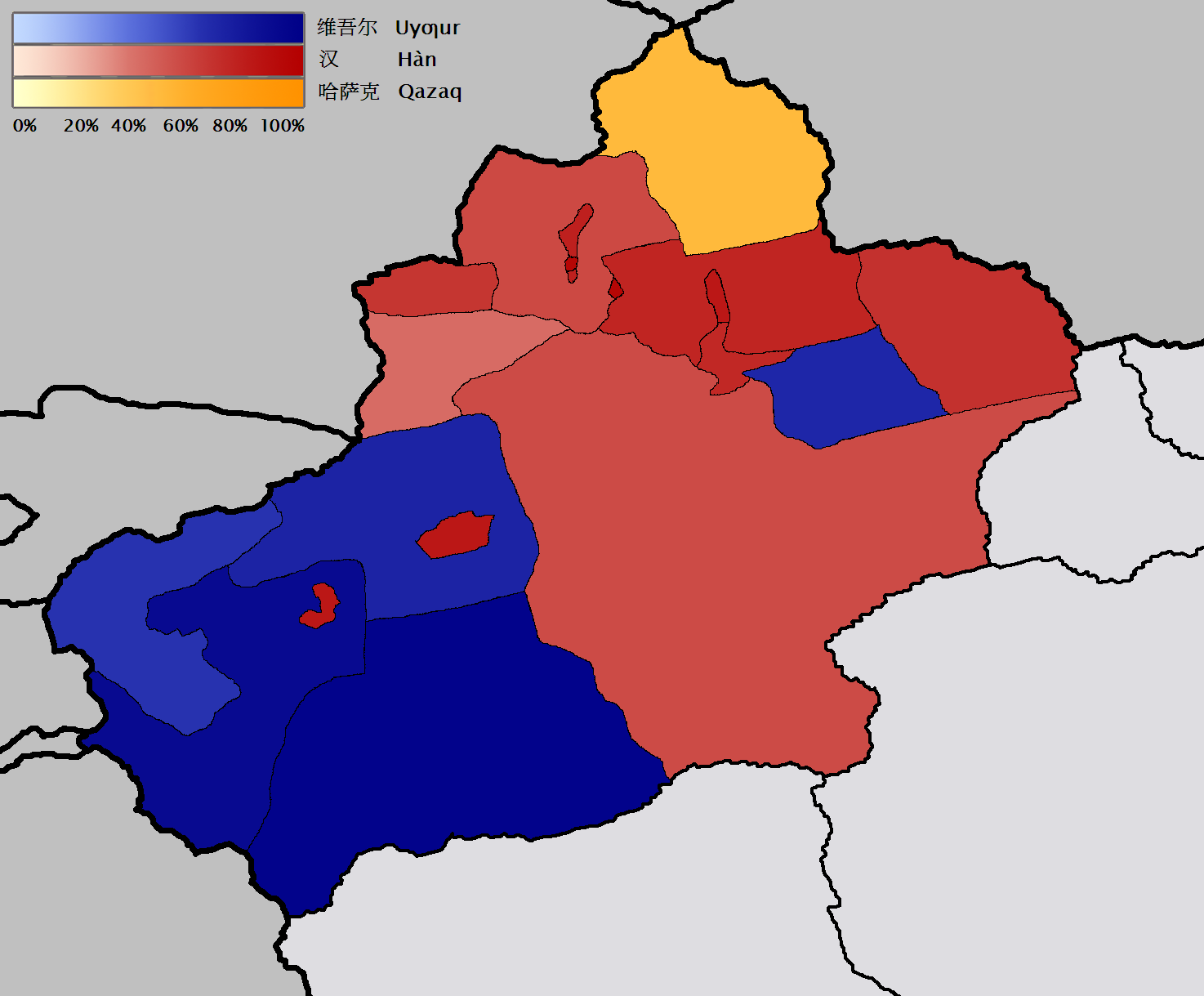
Этнографическая карта СУАР (2000):
казахи
ханьцы
уйгуры

Казахи в Китае (каз. Қытай қазақтары, قىتاي قازاقتارى‎, кит. упр. 中国哈萨克, пиньинь zhōngguó hāsàkè, палл. чжунго хасакэ) — крупнейшая община казахов за пределами Казахстана.
Казахи занимают 16-е место по численности среди 56 официальных народов КНР (при переписи 1964 года было зарегистрировано 183 национальных меньшинства, из которых правительство признало только 54).

## История
Первые казахи перебрались на территорию Джунгарии в XVII—XVIII веках, когда большинство ойратов были уничтожены цинской армией в 1757 году, а в результате разграничения Российской империей и Китаем земель Средней Азии казахи потеряли свои владения на востоке современного Казахстана.
Первые признаки недовольства действиями китайского правительства проявились среди казахов во второй половине XIX века и были связаны с ужесточением налоговой политики. Часть казахов под предводительством Жылкышы Актайулы и Кобеша Айтбайулы (Кобеш-батыра) переселилась в Монголию, переправившись через реку Ховд. Тем не менее, численность казахов в Китае к концу XIX века достигала 100 тысяч человек, а к 1911 году в связи с миграционными процессами составила почти 225 тысяч. Кроме того, после подавления Среднеазиатского восстания в 1916 году в Китай переселилось ещё около 300 тысяч казахов.
До 1949 года Синьцзян вследствие значительной отдалённости был под властью Китая лишь номинально. Коренные жители этого региона (уйгуры, дунгане, киргизы, монголы, казахи) на протяжении истории сражались за независимость с маньчжурской властью, республиканским Китаем, а затем и с коммунистами. Казахи принимали участие в восстаниях 1930—1940 годов, а в Илийском восстании 1944—1949 годов сыграли ведущую роль. Казахи всегда были значительной политической силой в Синьцзяне, игнорировать которую было опасно, и силы, желавшие контролировать этот регион, старались заручиться поддержкой казахов или подавить их.
Из-за действий китайских властей в лице Цзинь Шужэня и Шэн Шицая по захвату казахских пастбищ для дальнейшей передачи ханьцам и монголам, начиная с 40-х годов XX века множество казахов стали покидать территорию Синьцзяна.

## Исследование
В Советском Союзе тема существования казахских диаспор за границами Казахской ССР находилась под запретом, немногочисленные исследования были написаны под идеологическим давлением и освещали проблему однобоко. Этноисторическим проблемам синьцзянских казахов была посвящена монография Г. В. Астафьева «Казахи Синьцзяна» и статья Н. Н. Мингулова «Национально-освободительное движение народов Синьцзяна как составная часть общекитайской революции (1944—1949 годы)». 88,8 процентов опрошенных хотят жить в Казахстане.

## Численность и расселение

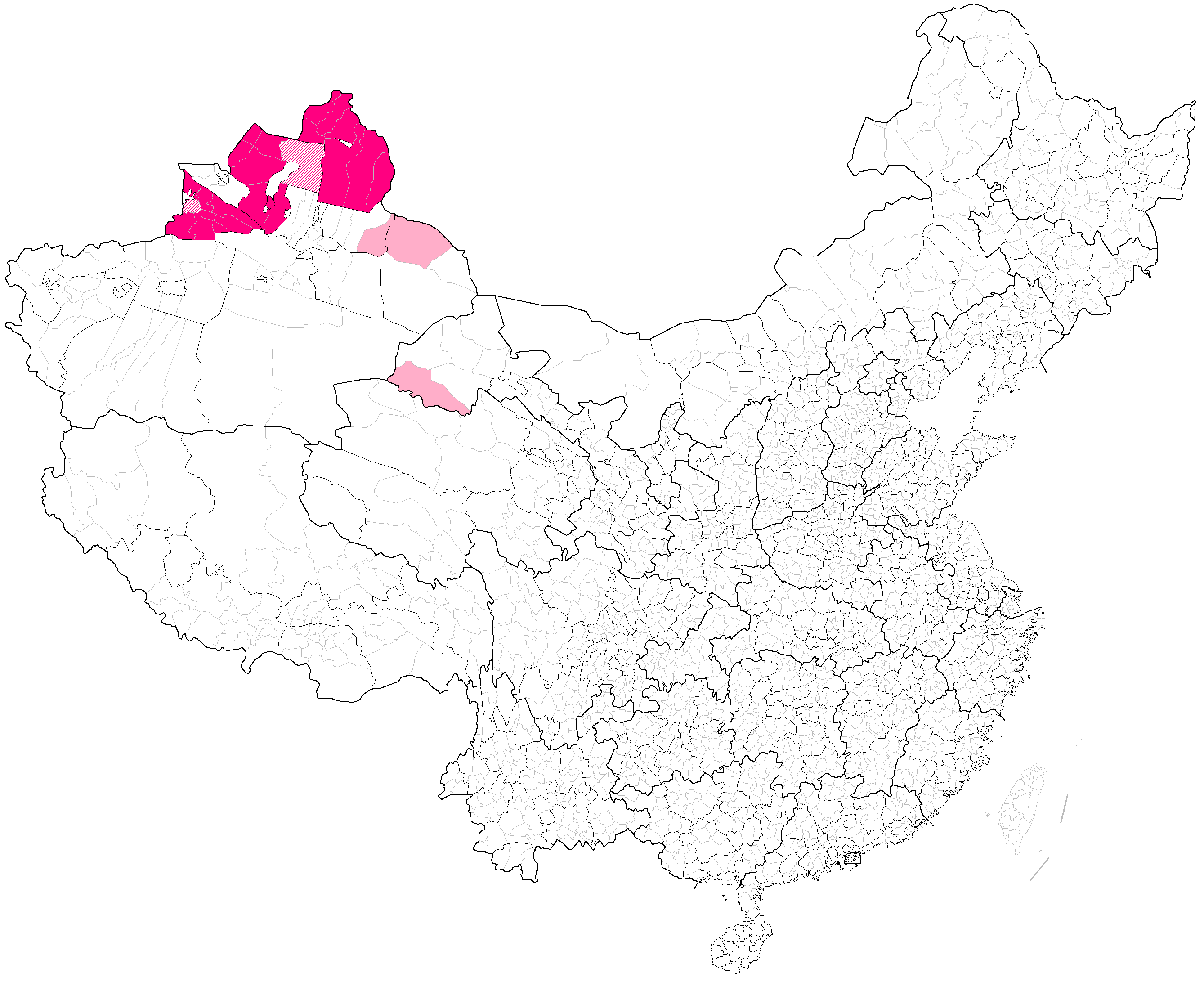
Казахские автономные округа и уезды

Казахи в основном проживают в Или-Казахской автономном округе, Моры-Казахском и Баркёль-Казахском автономном уездах Синьцзян-Уйгурского автономного региона (СУАР), а также в Хайси-Монголо-Тибетском автономном округе в провинции Цинхай и Аксай-Казахском автономном уезде в провинции Ганьсу.
В 1930-е годы в Восточном Туркестане насчитывалось около 800 тыс. казахов, из которых к 1950-м годам в результате восстаний и последующего исхода казахов в Индию погибло около 100 тыс.. Согласно китайским источникам в 1937—1943 годах в Синьцзяне проживало 4 360 020 человек, из которых 930 тыс. были казахами, но к 1953 году, согласно данным Всекитайской переписи 1953—1954 годов, это число снизилось до 421 тыс. человек (убыль 45 %).
Согласно официальным данным переписи 2000 года, численность казахов в Китае составила 1.250 млн человек, а в 2010 году число казахов достигло 1 462 588 человек.

## Родовой состав
В основном племена найман, абак керей, уаки, суаны и албаны. Согласно проведённым опросам 80,5 % казахов Китая отнесли себя к Среднему жузу, 12,6 % — к Младшему жузу, и 2,9 % — к Старшему жузу.

## Язык
Казахи Китая говорят на казахском языке (830 тыс. сев.-вост. диалект, 70 тыс. южн. диалект), входящем в кыпчакскую подгруппу тюркских языков, используют алфавит на основе арабской вязи. Язык китайских казахов подвергся незначительному влиянию северной ветви китайского языка, кроме того, из-за длительного проживания в изоляции друг от друга, отмечается разница в употреблении некоторых терминов в Казахстане и Китае, например, казахстанскому дәрігер (доктор) соответствует слово шипагер в том же значении. Не только китайским казахам, но и некоторым казахам Казахстана непонятны нововведённые термины ұстаным (принцип), сәуір (апрель), дәрумен (витамин), қызанақ (помидор), пайыз (процент), жанұя (семья)[значимость факта?].

## Культура
Во второй половине XIX века начала формироваться литература синьцзянских казахов. В 1930-е годы в Синьцзяне появились первые газеты и журналы на казахском языке. В 1954 году в КНР открылось Синьцзянское народное издательство, печатавшее в том числе произведения казахских поэтов и писателей. Позднее возникло Казахское отделение Национального издательства в Пекине.
В 1947 году в Урумчи открылся казахский театр. В 1953 году вышел в свет «Хасен и Джамиля» — первый китайский фильм на казахскую тематику, сценарий которого создали Б. Тышканбаев и китайский писатель Ван Иху. В последующие годы в Китае было снято ещё несколько фильмов на казахскую тематику, наиболее известны из которых «Айгуль» (1964, автор сценария Ван Иху) и «Тан-жарык» (1990; 5 серий).

## СМИ
Первые газеты и журналы на казахском языке появились в Синьцзяне в 1930-е годы. Больше всего современных казахскоязычных газет выходит в Или-Казахском автономном округе СУАР. Другим средоточием казахской прессы является Урумчи. Главная газета СУАР «Синьцзян жибао» выходит в том числе на казахском языке.
С 1960-х годов Народная радиостанция СУАР начинает вещание на языках национальных меньшинств, в число которых входит казахский. В 1971 году открывается казахская редакция Радио Китая в Пекине, выпускающая как новостные программы, так и оригинальные передачи. Первые телепередачи на казахском языке увидели свет в 1983 году на региональном телеканале городского округа Алтай. В 1993 году в городе Кульджа появляется отдельный казахскоязычный телеканал. В 1997 году в СУАР запускается региональный телеканал XJTV 3 целиком на казахском языке, в том же году начинающий спутниковое вещание на всю территорию КНР и приграничные страны.
С развитием Интернета в Китае появляются сайты различной тематики на казахском языке.

## Преследования китайскими властями
По сообщениям американских радиостанций, осуществляющих вещание на регион Средней Азии и Казахстана (Радио «Свобода») и на регион Восточной и Юго-Восточной Азии (Радио Свободная Азия), начиная с 2017 года этнические казахи в китайской провинции Синьцзян подвергаются преследованиям со стороны государственных органов КНР: их лишают иностранных паспортов с целью воспрепятствовать выезду в Казахстан, арестовывают и помещают в «центры по перевоспитанию» или же подвергают уголовному преследованию. Особо преследуются те кто имеют родственников за рубежом. Китайские власти отвергали все эти обвинения. Однако позднее посол КНР в Казахстане признал, что в период подготовки и проведения XIX съезда КПК в Синьцзяне властями осуществлялись «жёсткие меры надзора и досмотра» в отношении также и этнических казахов. По словам посла «на местах сотрудники правоохранительных органов перестарались, есть отдельные случаи», при этом «высокопоставленные чиновники не знали о ситуации», однако ныне информация об этих случаях передана и в Пекин, и властям Синьцзяна. В министерстве образования и науки Казахстана сообщили, что 88 студентов, поехавших на каникулы в 2017—2018 учебный год, не смогли приехать из Китая.
7 августа 2018 года президент Казахстана Назарбаев поручил МИД РК разобраться с запретом выезда из КНР 675 этнических казахов.